# Солнцев, Иван Олегович
Иван Олегович Солнцев (род. 25 марта 1974, г. Артём, Приморский край, РСФСР, СССР) — российский пауэрлифтер, восьмикратный чемпион мира по жиму лёжа. Мастер спорта международного класса. Выступающий спортсмен и тренер.

## Биография
Родился в с. Угловое г. Артём 25 марта 1974 года. Отец Солнцев Олег Иванович, офицер лётных войск Советской армии, после окончания службы в 1984 году переехал с семьёй в г. Выборг Ленинградской области.
Учился в Высшем политическом училище имени 60-летия ВЛКСМ внутренних войск МВД СССР. Служил во внутренних войсках. Закончил Университет имени Лесгафта. Закончил обучение в Колледже фитнеса и бодибилдинга имени Бена Вейдера. Закончил с отличием Санкт-Петербургский университет ГПС МЧС России.
С 2005 года начал работу тренером в фитнес клубах Санкт-Петербурга. Затем в 2006 году вернулся в Выборг и работал в спортклубе «Олимп». В 2017 году участвовал в создании фитнес центра «Квадрофит», где и работает по настоящее время.
С 2005 года начал выступать на различных соревнованиях и в 2006 году выполнил норматив мастера спорта. Защитил звание мастера спорта международного класса в федерациях WPC, СПР, WRPF, НАП.
В 2012 году в Финляндии впервые занял первое место и стал чемпионом мира. В дальнейшем многократно становился чемпионом мира в Федерациях WPC (четыре раза), WRPF (три раза) и НАП (один раз). Восьмикратный чемпион мира. Двенадцатикратный чемпион Европы. Кроме этого, Иван выиграл огромное количество турниров.
В 2019 году стал абсолютным чемпионом по жиму в однослойной экипировке в Финляндии на Чемпионате мира WPC: первое место в жиме без экипировки, первое место в экипировке, первое место в абсолютном зачете. В 2019 году на Чемпионате мира WRPF в Москве завоевал две золотые медали и получил второе место в абсолютном зачёте.
Команда «Квадрофит» под тренерским руководством Ивана Солнцева занимает призовые места на российских и международных турнирах.

## Личная жизнь
С 1996 года женат на Солнцевой Юлии Юрьевне (1978 г.р.). Дети: Солнцева Ксения (1997 г.р.) и Солнцева Дарья (2003 г.р.).